# Waterloo (Nebraska)
Pour les articles homonymes, voir Waterloo (homonymie).
La ville américaine de Waterloo est située dans le comté de Douglas, dans l’État du Nebraska. Sa population s’élevait à 848 habitants lors du recensement de 2010.

## Source
- (en) Cet article est partiellement ou en totalité issu de l’article de Wikipédia en anglais intitulé « Waterloo, Nebraska » (voir la liste des auteurs).